# مورشهایم
مورشهایم (به آلمانی: Morschheim) یک شهر در آلمان است که در دنرسبرگکرایس واقع شده‌است. مورشهایم ۷۶۵ نفر جمعیت دارد.